# Ojisama to neko
Ojisama to neko (おじさまと猫? lett. "Zio e gatto") è un manga scritto e disegnato da Umi Sakurai. L'opera è stata inizialmente pubblicata online dall'autrice in forma di dōjinshi. Nel 2017 Square Enix ne ha acquistato i diritti e ne ha iniziato la pubblicazione sulla rivista Monthly Shōnen Gangan.

## Trama
In un canile, Fukumaru, un gatto grande e tenero, viene regolarmente tralasciato dai visitatori che cercano animali in adozione, in favore di gattini che sono più giovani, piccoli e carini di lui. Un giorno però viene inaspettatamente adottato da Kanda, un uomo anziano che è rimasto vedovo da poco e che ha una relazione lontana con i suoi figli adulti. La serie episodica, segue Kanda e Fukumaru mentre vivono e cercano una compagnia reciproca.

## Media

### Manga
Inizialmente Ojisama to neko veniva pubblicato online da Umi Sakurai tramite i suoi account Twitter e Pixiv in forma di dōjinshi. In seguito all'acquisizione dei diritti dell'opera da parte di Square Enix, nel 2017, la serie ha iniziato la pubblicazione sulla rivista Monthly Shōnen Gangan in formato cartaceo e online. I capitoli sono periodicamente raccolti in volumi tankōbon a partire dal 22 febbraio 2018. La serie conta oltre 560 milioni di visualizzazioni.

### Altri media
Sono stati prodotti brevi video in motion comic per promuovere l'uscita delle edizioni tankōbon della serie con la voce di Kanda doppiata da Jōji Nakata.

### Serie TV Live Action
L'8 novembre 2020 viene annunciato una serie TV Live action tratta dal manga che andrà in onda all'inizio del 2021

## Accoglienza
Ojisama to neko ha ricevuto recensioni molto positive dalla critica. Anime UK News ha assegnato alla serie 8 su 10 lodando la narrazione per essere commovente senza scadere troppo nel sentimentale. Manga Bookshelf ha commentato che il libro "ti colpisce nelle sensazioni" e ha elogiato la qualità della sua narrazione. Ojisama to neko è stato uno dei manga più venduti su Amazon.co.jp nel 2018. Il primo volume tankōbon ha debuttato al 3º posto nella classifica di vendita Oricon.